# Suchá dolina (Podtatranská brázda)
Suchá dolina je dolina v severní části Západních Tater. Odbočuje z Bobrovecké doliny směrem na jihozápad.
Protéká skrze ní Suchý potok. Vedl přes ní žlutě značený chodník z Oravíc do sedla pod Osobitou, který je zrušen z důvodu medvědího teritoria nacházejícího se v údolí.